# Avengers (jogo eletrônico)
Marvel's Avengers é um jogo eletrônico de RPG de Ação com foco em combates corpo a corpo, desenvolvido pela Crystal Dynamics e Eidos Montréal e publicado pela Square Enix. Baseado na equipe Vingadores das histórias em quadrinhos da Marvel Comics, o jogo é inspirado principalmente na iteração do grupo do Universo Cinematográfico Marvel, bem como na longa mitologia de quadrinhos. O enredo principal do jogo se passa cinco anos após o A-Day, um dia de celebração para os Vingadores em que uma tragédia resultou em morte e destruição, com os Vingadores sendo considerados culpados. A equipe é forçada a se reunir para salvar o mundo do perigo na forma de I.M.A., liderada por George Tarleton / MODOK, que ameaça acabar com o mundo dos super-heróis.
A jogabilidade é apresentada a partir de uma perspectiva em terceira pessoa e pode ser jogada tanto para um jogador quanto para múltiplos jogadores; o jogo apresenta um modo cooperativo on-line, permitindo que os jogadores montem uma equipe de heróis próprios. Os personagens jogáveis iniciais são Steve Rogers / Capitão América, Tony Stark / Homem de Ferro, Bruce Banner / Hulk, Thor, Natasha Romanoff / Viúva Negra e Kamala Khan / Ms. Marvel, com mais disponíveis para os jogadores após o lançamento como atualizações gratuitas, que também inclui novas regiões a serem exploradas. Cada herói possui uma variedade de recursos de personalização de skins, bem como a capacidade de atualizar seus poderes e habilidades usando uma árvore de habilidades. 
Marvel's Avengers foi lançado para Google Stadia, Microsoft Windows, PlayStation 4 e Xbox One em 4 de setembro de 2020. O jogo recebeu críticas mistas após o lançamento, com críticos elogiando sua história e jogabilidade, mas criticando sua interface de usuário e questões técnicas. Ele também foi lançado para PlayStation 5 e Xbox Series X/S em 18 de março de 2021, com jogadores de PlayStation 4 e Xbox One sendo capazes de atualizar para a versão de próxima geração gratuitamente.

## Sinopse

### Personagens
Marvel's Avengers apresenta uma grande lista de personagens do Universo Marvel, consistindo principalmente dos membros da equipe-título e outros super-heróis, como o Capitão América (Jeff Schine), Homem de Ferro (Nolan North), Hulk (Troy Baker), Viúva Negra (Laura Bailey), Thor (Travis Willingham) e Hank Pym. Durante o jogo, os heróis entram em conflito com vários supervilões; entre eles estão o Abominável e o Treinador.

### Enredo
A história inicia-se no A-Day, onde os Vingadores estão inaugurando uma nova base em São Francisco — incluindo a revelação de seu próprio aeroporta-aviões alimentado por uma fonte de energia experimental. A celebração se torna mortal quando um acidente catastrófico resulta na devastação maciça da cidade e mata o Capitão América. Culpados pela tragédia, os Vingadores se separam. Cinco anos depois, com todos os super-heróis banidos e o mundo em perigo, a única esperança é reunir os Heróis Mais Poderosos da Terra.

## Lançamento
Um teaser do jogo foi lançado no canal da Marvel Entertainment no YouTube em janeiro de 2017, que o anunciou. O jogo estava sob o título de trabalho The Avengers Project.
Mais de dois anos depois, na E3 2019, a Square Enix organizou uma conferência de imprensa que compartilhou mais detalhes sobre o jogo, incluindo um trailer completo e data de lançamento. A apresentação de 14 minutos mostrou um trailer feito com imagens dentro do jogo, uma breve descrição da jogabilidade, incluindo personagens, modo multijogador e personalização, além de uma prévia dos atores por trás do jogo. Uma demo jogável estava disponível para mostrar aos participantes do evento em portas fechadas.
O jogo foi originalmente planejado para ser lançado em 15 de maio de 2020 para Google Stadia, PlayStation 4, Xbox One e Microsoft Windows, mas foi adiado para 4 de setembro do mesmo ano.